# 園岡新太郎
園岡 新太郎（そのおか しんたろう、1954年11月9日 - ）は、日本の俳優、声優。静岡県静岡市出身。

## 人物
以前は劇団四季、たむらプロ（ - 2014年6月30日）、ディーカラー（2014年7月1日 - 2014年11月）、ネクシード（声のみ預かり、2014年12月 - 2022年頃）に所属していた。
趣味はダンス、歌。

## 出演作品

### テレビドラマ
- ドラマ30
  - 風たちの遺言（1995年、CBC） - 尾上
- 剣客商売スペシャル「決闘・高田の馬場」（2005年、フジテレビ） - 井筒伝兵衛
- 功名が辻（2006年、NHK大河ドラマ） - 磯野平三郎
- 時代劇ドラマスペシャル 「樅ノ木は残った」（2010年、テレビ朝日）
- 相棒 Season 11（2012年、テレビ朝日） - 沢田泰三
  - 第1話「聖域」
  - 第6話「交番巡査・甲斐亨」
- レジデント〜5人の研修医 第6話（2012年、TBS） - 赤城友一
- ぴんとこな 第1話（2013年、TBS）

### テレビドラマ（DVD）
- スミレ刑事の花咲く事件簿 episode 1（2011年5月2日発売） - 加茂川信吾

### 映画
- 修羅雪姫（2001年） - 安嘉

### テレビアニメ
- こちら葛飾区亀有公園前派出所（1998年） - 中川龍一郎
- 遊☆戯☆王デュエルモンスターズ（2000年） - ビッグ1大下幸之助/深海の戦士（2代目）
- GUNSLINGER GIRL（2003年） - フランコ
- Get Ride! アムドライバー（2004年） - 父親
- 陸奥圓明流外伝 修羅の刻（2004年） - 九鬼源次郎

### OVA
- サクラ大戦 轟華絢爛（1999年） - 団耕助

### ゲーム
- Dog of Bay（2000年） - ヴィンセント
- キングダム ハーツ（2002年） - ロック
- キングダム ハーツII（2005年） - シャン、ロック
- キングダム ハーツ 358/2 Days（2009年） - ロック

### CD
- サクラ大戦歌謡ショウ 帝国歌劇団第3回花組特別公演「紅蜥蜴」サウンドアルバム（団耕助）
- Dog of Bay ボーカルアルバム（ヴィンセント）

### ビデオ
- サクラ大戦 花組クリスマス 〜奇跡の鐘(DVD・CD(サウンドアルバム)有り)

### 吹き替え

#### 映画（吹き替え）
- エクソダス:神と王（アロン）
- シンプル・ウィッシュ（トニー・セイブル〈アラン・キャンベル〉）
- スティーヴン・キング ファミリー・シークレット（ビル〈マイク・オマリー〉）
- スペース・ジャム（バプカス）
- 天使にラブ・ソングを2（フランケイ〈デヴィン・カミン〉、マルコス〈メヘラン・マークス・ディシェイン〉）※ソフト版
- 美女と野獣
- ファイアー・ツイスター（アンソニー）
- 暴走特急 ※テレビ朝日版
- マペットシリーズ（リゾ）
  - マペットのクリスマス・キャロル
  - マペットの宝島
- ロシアン・スナイパー（レオニード）

#### ドラマ
- ヘヴィメタル・クロニクル（ジョーンズ保安官〈マイケル・ビーン〉、ホルガース〈ジョン・リス＝デイヴィス〉[3]）

#### アニメ
- ちいさなプリンセス ソフィア（ダックス卿）
- パワーパフガールズ（2001年 - 2005年、2009年/カレ、エース、ジュニア）
- ふしぎの国のアリス ※ソフト版追加収録部分
- ポカホンタス（ココアム）
- ムーラン（シャン）
  - ムーラン2
- ナイトメアー・ビフォア・クリスマス（ロック）
- モンキー・ラッシュ（船長）
- リトルフット（イッキー）

### 舞台・ミュージカル
- ジーザス・クライスト・スーパースター
- ウエスト・サイド物語
- コーラスライン（日生劇場）ダン 役
- わが青春の北壁（1977年、日生劇場）アミン 役
- エビータ（日生劇場）
- キャッツ マンカストラップ 役
- ゴールデンボーイ（後楽園アイスパレス）主演・ジョー 役
- 環状線ラプソディー終着駅（青山円形劇場）
- 仮名手本忠臣蔵 塩治判官高貞 役
- アニー（1990年）ルースター 役
- ミス・サイゴン（1992 - 1993年、帝国劇場）ジョン 役
- リトル・ミー ピンチレー 役
- スクルージ（青山劇場）トム・ジェンキンス 役
- レディーインザダーク（アートスフィア）リング・マスター 役
- アンネの日記（青山劇場、大阪ドラマシティー）デュッセル 役
- ミュージカル ヴィクターヴィクトリア（青山劇場 ほか）アンドレカッセル 役
- 34丁目の奇跡〜Here's Love〜（1998年、シアターアプル）メイシー社長 役
- サクラ大戦歌謡ショウ 団耕助 役
- ワルツが聞こえる?（アートスフィア）マッキルヘニー 役
- アイラブ坊ちゃん（新国立劇場、中日劇場）赤シャツ 役
- 天国からきたチャンピオン（シアターコクーン）トニー・アボット 役
- シラノ・ザ・ミュージカル（赤坂アクトシアター）
- 丘の上のイエッペ ベニサンピット 役
- 太平洋序曲（ニューヨーク、ワシントン、新国立劇場）
- チャーリーはどこだ?（芸術劇場）
- 大川わたり（テアトル銀座)
- マドモアゼル・モーツァルト（パルコ劇場、全国公演）
- ぶんざ　(サザンシアター）
- 魔界転生（2006年、新橋演舞場）
- 憑神　（新橋演舞場、松竹座）
- チャングムの誓い（日生劇場、名古屋御園座）チェ・パンスル 役
- DRACULA メフィスト 役
- 銀河英雄伝説-第一章-（青山劇場）オットー・フォン・ブラウンシュヴァイク 役
- 混頓 vol.4（TOKYO FM HALL）[4]
- 魔女の宅急便（マカオ、新国立劇場）[5]
- 星の導く夜に（シアターH）リアン 役[6]